# Condition de Marshall-Lerner
La condition de Marshall-Lerner (aussi appelée théorème des élasticités critiques) est la condition qui doit être remplie pour qu'une variation du taux de change (réel ou non) ait un effet positif sur la balance commerciale.

## Concept
Le solde de la balance commerciale est une fonction décroissante du taux de change réel si et seulement si la somme des élasticités-prix des importations et exportations en valeur absolue est supérieure à 1.
- {\displaystyle \left|\epsilon _{z,q}\right|+\left|\epsilon _{x,q}\right|>1\Longleftrightarrow {\hat {x}}({\stackrel {+}{y^{*}}},{\stackrel {-}{y}},{\stackrel {-}{q}})}.

Les exportations en volume (en quantité) dépendent négativement du taux de change réel : elles diminuent quand la monnaie s'apprécie. Et, si la monnaie s'apprécie, les importations en volume ont tendance à augmenter car la monnaie nationale offre un meilleur pouvoir d'achat à l'étranger. Ainsi, cet effet sur les deux composantes qualifié d'« effet volume » joue en faveur de la dégradation de la balance commerciale.
Toutefois, l'augmentation des taux de change tend à diminuer le prix relatif (exprimé en monnaie nationale) des biens étrangers importés. Ainsi s'ils coûtent moins cher, cela tend à améliorer le solde de la balance commerciale. Cet effet se nomme effet valeur.
On ne peut donc pas d'entrée de jeu savoir quel est l'effet qui va l'emporter. La condition de Marshall-Lerner compare les élasticités-prix, qui mesurent les sensibilités respectivement des exportations et des importations par rapport aux prix. Comme pour une élasticité-prix direct, plus elle est élevée, plus l'augmentation du taux de change va inciter à exporter moins et à importer plus en volume. L'effet volume l'emporte sur l'effet valeur et cela va jouer en défaveur du solde de la balance commerciale.
Attention, dans la réalité, les deux effets ne peuvent pas intervenir en même temps. Les prix s'ajustent immédiatement (à court terme) tandis que les quantités s'ajustent sur le moyen et le long terme. Ainsi, au cours du temps, la balance commerciale située initialement en équilibre se détériore à la suite d'une dévaluation du taux de change (c'est l'effet prix qui l'emporte). Mais petit à petit l'ajustement par les quantités (effet du même nom) permet d'améliorer le solde et de dépasser celui de l'équilibre initial : c'est la condition de Marshall-Lerner. La courbe ainsi dessinée s'appelle courbe en J.

## Résolution mathématique
Soient les variables nationales {\displaystyle y} (à la fois revenu et production nationale), {\displaystyle P} (les prix nationaux), {\displaystyle e} (le taux de change nominal défini tel que si l'euro est la monnaie nationale et le dollar la monnaie étrangère, alors 1€ = e$), {\displaystyle x} et {\displaystyle z} respectivement les exportations et les importations.
Soient les variables étrangères (avec des étoiles en exposant), {\displaystyle y^{*}} (revenu et production étrangère) et {\displaystyle P^{*}} (prix étrangers).
On définit de plus, un taux de change réel noté {\displaystyle q} tel que {\displaystyle q={\frac {eP}{P^{*}}}}
Le solde de la balance commerciale {\displaystyle {\hat {x}}} s'écrit ainsi:
{\displaystyle {\hat {x}}=x({\stackrel {+}{y^{*}}},{\stackrel {-}{q}})-{\frac {P^{*}}{eP}}z({\stackrel {+}{y}},{\stackrel {+}{q}})\Leftrightarrow {\hat {x}}=x({\stackrel {+}{y^{*}}},{\stackrel {-}{q}})-{\frac {1}{q}}z({\stackrel {+}{y}},{\stackrel {+}{q}})}
La relation s'écrit finalement: {\displaystyle {\hat {x}}({\stackrel {+}{y^{*}}},{\stackrel {-}{y}},{\stackrel {?}{q}})}
Pour lever l'ambigüité, on différentie l'équation par rapport au taux de change réel {\displaystyle q} et on obtient:
{\displaystyle {\frac {\partial {\hat {x}}}{\partial q}}=x_{q}^{'}(y^{*},q)+{\frac {1}{q^{2}}}z(y,q)-{\frac {1}{q}}z'_{q}(y,q)} où {\displaystyle x'_{q}(y,q)} et {\displaystyle z'_{q}(y,q)} représentent les dérivées partielles respectivement des exportations et des importations par rapport au taux de change réel. Économiquement, il s'agit de la propension à exporter et à importer que l'on préfèrera réécrire sous cette forme:
{\displaystyle {\frac {\partial {\hat {x}}}{\partial q}}={\frac {\partial x}{\partial q}}+{\frac {1}{q^{2}}}z-{\frac {1}{q}}{\frac {\partial z}{\partial q}}}
Or, on sait que les élasticités-prix direct des importations et des exportations notées respectivement {\displaystyle \epsilon _{x,q}} et {\displaystyle \epsilon _{z,q}} s'écrivent:
{\displaystyle \epsilon _{x,q}={\frac {\frac {\partial x}{x}}{\frac {\partial q}{q}}}={\frac {\partial x}{\partial q}}{\frac {q}{x}}} et
{\displaystyle \epsilon _{z,q}={\frac {\frac {\partial z}{z}}{\frac {\partial q}{q}}}={\frac {\partial z}{\partial q}}{\frac {q}{z}}}
En substituant, on a:
{\displaystyle {\frac {\partial {\hat {x}}}{\partial q}}={\frac {x}{q}}\epsilon _{x,q}+{\frac {1}{q^{2}}}z-{\frac {1}{q}}{\frac {z}{q}}\epsilon _{z,q}}
Puisque nous sommes à court terme, nous raisonnons toujours au voisinage de l'équilibre initial où la balance commerciale était équilibrée, c'est-à-dire où {\displaystyle x-z/q=0} donc {\displaystyle z=qx}
{\displaystyle {\frac {\partial {\hat {x}}}{\partial q}}={\frac {x}{q}}\epsilon _{x,q}+{\frac {x}{q}}-{\frac {x}{q}}\epsilon _{z,q}\Leftrightarrow {\frac {\partial {\hat {x}}}{\partial q}}={\frac {x}{q}}(\epsilon _{x,q}-\epsilon _{z,q}+1)}
Comme toutes les variables sont positives (même {\displaystyle q}) alors {\displaystyle {\frac {\partial {\hat {x}}}{\partial q}}<0} si {\displaystyle \epsilon _{x,q}-\epsilon _{z,q}+1<0\Leftrightarrow \left|\epsilon _{x,q}\right|+\left|\epsilon _{z,q}\right|>1}
Ceci est vrai car les exportations sont une fonction décroissante du taux de change à l'opposé des importations (donc {\displaystyle \epsilon _{x,q}} sera négative tandis que {\displaystyle \epsilon _{z,q}} sera positive).
Ainsi la condition de Marshall-Lerner montre que si:
{\displaystyle \left|\epsilon _{z,q}\right|+\left|\epsilon _{x,q}\right|>1} alors {\displaystyle {\hat {x}}({\stackrel {+}{y^{*}}},{\stackrel {-}{y}},{\stackrel {-}{q}})}
Ainsi, une dépréciation de la monnaie domestique entraînera une amélioration de la balance commerciale.